# Törpeharcsa
A törpeharcsa (Ameiurus nebulosus) a sugarasúszójú halak (Actinopterygii) osztályába a harcsaalakúak (Siluriformes) rendjébe és a törpeharcsafélék (Ictaluridae) családjába tartozó Észak-Amerikában őshonos halfaj. Az Európába telepített önfenntartó állományban a környezet módosító hatásai miatt eltérések alakultak ki és emiatt Magyarországon egy új alfajt képeznek, melyet az Ictalurus nebulosus pannonicus néven írtak le.
Gazdaságilag nem jelentős, bár a húsa ízletes, szálkátlan és a piacon eladható áru. Magyarországra telepített állománya inváziós faj, amennyiben túlságosan elszaporodik, akkor az ikra és az ivadékfogyasztása miatt a természetes vizekben, valamint a tógazdaságokban is kárt tud okozni.

## Elnevezései
Korábban angol törpeharcsa vagy amerikai törpeharcsa néven is említették, de a macskaharcsa elnevezés is használatos. A horgászok körében több köznyelvi elnevezése is kialakult. Ilyenek például a barna törpeharcsa, a kusza harcsa vagy kuszaharcsa, a törpe, a törpincs, a régi törpe, a törpike, a törpe zabagép, az istenverte hal és fiatal egyedeit törpepundrának is nevezik.

## Előfordulása
Eredeti élőhelye Észak-Amerika keleti része, Magyarországra, 1904-ben került Franciaországból és Németországból. Folyó- és állóvizeinkben egyaránt előfordul, a Balatonba szervezett telepítése is történt. Különösen kedveli a növényzetben gazdag sekély állóvizeket az iszapos fenekű holtágakat és a tavakat. A folyóvizekben is megtalálható, de a patakokban ritka. Nagyobb folyókban a márnazóna alatti rész és a kisebb folyókban a domolykózóna alsó része a sügérzóna az igazi otthona.

### Hasonló fajok
A harcsákra igaz, hogy a felületes szemlélő, főleg a fiatalabb példányok esetében könnyen összekeverheti őket. A legjobban hasonlít hozzá a fekete törpeharcsa, melyről talán sokan nem is tudják, hogy más faj, hiszen az alaktani bélyegeik majdnem egyezőek. A különbség köztük, hogy ennek a halnak az oldala nem foltos, úszóinak hártyái a sugaraknál sötétebb árnyalatúak és a farokúszója előtt egy világos harántsáv is húzódik. További hasonló fajok a pettyes harcsa, de ennek a farokúszója bemetszett és a menyhal, melyet a két hátúszója különbözteti meg. Hasonlít még az afrikai harcsa, de ennek a hátúszója feltűnően hosszú, és az európai harcsa melynek nincs zsírúszója és a méretbeli különbségek miatt már nehezebben téveszthető vele össze.

### Azonosítása határozóképlettel
A halak közeli rokon fajainak azonosításához nagy segítséget jelenthet az adott hal morfológiai tulajdonságainak pontos vizsgálata. Az alábbi táblázat a törpeharcsa, az európai harcsa, a fekete törpeharcsa, a pettyes harcsa, az afrikai harcsa és a menyhal határozóképletét tartalmazza.
| Tudományos név      | Magyar név          | pikkelyképlet | garatfogképlet | úszósugár hátúszó | úszósugár farokalatti |
| ------------------- | ------------------- | ------------- | -------------- | ----------------- | --------------------- |
| Ameiurus nebulosus  | Törpeharcsa,        | -             | -              | I/6(7)            | I/17-23               |
| Silurus glanis      | Európai harcsa,     | -             | -              | I/2-4             | I/77-92               |
| Ameiurus melas      | Fekete törpeharcsa, | -             | -              | I/6(7)            | I/17-22               |
| Ictalurus punctatus | Pettyes harcsa,     | -             | -              | I/6               | I/23-26               |
| Clarias gariepinus  | Afrikai harcsa,     | -             | -              | 61-79             | 45-60                 |
| Lota lota           | Menyhal,            | -             | -              | D1:9-16, D2:60-93 | 60-85                 |

## Jegyzetek

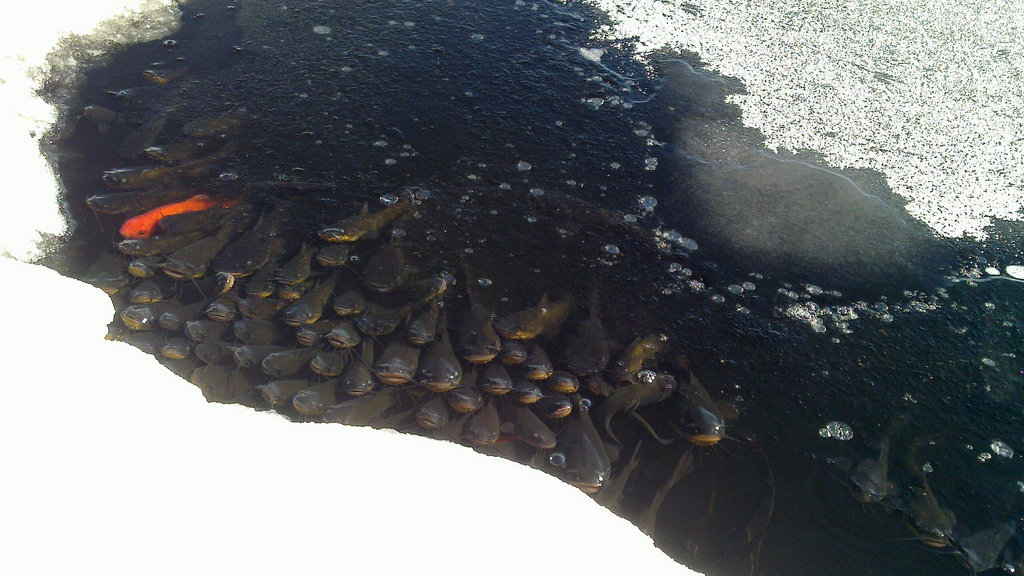
Törpeharcsa raj a Powderhorn tóban, Minneapolis. A kép érdekessége, hogy a harcsák közé keveredett egy aranyhal is.

## Megjelenése

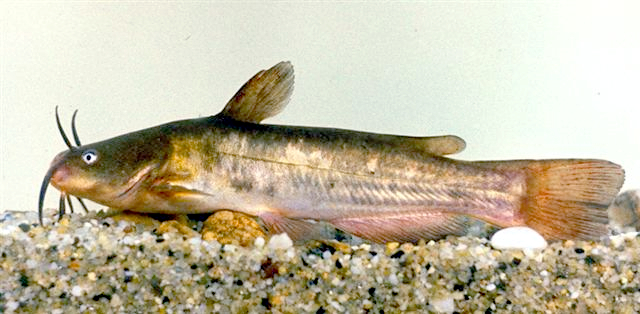

Teste a folyami harcsáénál zömökebb, a fejtájékán felülről és a farokrészén oldalról lapított testű hal. Háromnyaras korára elérheti a 20–25 centimétert. A Magyarországon előforduló törpék méretüket tekintve kisebbek, mint az őshonos formái. Eredeti élőhelyén elérheti az 55 centiméteres nagyságot és a Sablon:Szém súlyt. Aránylag nagy feje széles, elől lapos az orra hosszú és a szeme kicsi. Alsó és felső állkapcsán 4-4, összesen 8 bajuszszálat visel. A felső állkapcsán lévőkből 2 bajuszszál a szem és az orrnyílása között, a két leghosszabb pedig a szájszögletében helyezkedik el. Széles szájában sűrű kefefogazata van. A hátúszójának elején egy erős, szúrós csonttüske van, melyet 6 úszósugár követ. Farkalatti úszója hosszú, sugarainak száma 17-23, fölötte a hátoldalon egy apró zsírúszó is elhelyezkedik. Bőre pikkelytelen, csupasz és az oldalvonala gyakorlatilag végigfut a testén. Háta sötétbarna, oldala felül sötétbarna, lefelé fokozatosan világosabbra válik, szürke, márványozott, foltokkal. Hasa a szennyes-sárgától a tejfehérig változhat. Legnagyobb példányai ritka esetben akár 25-30 centiméter nagyságúak is lehetnek.  A magyar horgászrekord 1,98 kg, melyet 1996-ban regisztráltak.

## Életmódja
Ragadozó hal, fiatal korában férgeket, rovarlárvákat és alsóbbrendű rákokat fogyaszt. A kifejlett hal az előbbieken kívül megeszi még a halikrát, a békalárvát, a békákat és az apró halakat is. Tavasszal és ősszel a sekélyebb, míg nyáron a mélyebb vízterületeket kedveli. Nappal kevésbé mozog, mert ilyenkor a fenéken tartózkodik és éjjel mutatkozik aktívabbnak.
Magyarországon tájidegen halfaj és a számára kedvező élettérben nagyszámban van jelen. Ennek oka, hogy a természetes ellenségei nem képesek kordában tartani állományát. Az európai harcsa, a fogassüllő és a csuka fogyaszt törpeharcsát, de nem tudják megakadályozni a túlszaporodásukat. Egy másik inváziós fajt a fekete sügért azzal a céllal telepítették, hogy hátha úrrá lesz majd a törpeharcsainvázión, de a gyakorlatban csak részeredményeket lehet elérni velük. A legnagyobb gond, hogy miután a törpepundrák elérik a 4–5 cm-es testnagyságot, már oly mértékben szúrnak, hogy képesek felsebzeni a rablóhalak száját, amik emiatt már nem tekintik őket tápláléknak. A törpeharcsák igazi ellenségei, viszont az európai vidra és egyes halevő madarak, mint például a nagy kárókatona.

## Szaporodása
Ivarérettségét a tejes a második, az ikrás a harmadik életévére éri el. Áprilisban, májusban párosan ívik. Ívás előtt a hím kisebb gödröt váj ki az ikrának az aljzaton. A nőstény körülbelül 4000-5000 ikrát rak (ennek átmérője Sablon:Szém). A fészekben mindkét nem őrzi az ikrákat. A kikelő ivadékok mintegy Sablon:Szém hosszúak, és még egy hétig a fészekben maradnak. A zsenge ivadékok ezután is együtt maradhatnak és csoportosan mozognak. Ez a jelenség a fiatal pundrák gomolygó csapata gyakorta megfigyelhető élőhelyükön.

## Horgászati jelentősége
Aktivitása alapján, inkább éjjeli állat. Ritkábban kap nappal, de ahová betelepítették és elszaporodott ott tömegesen bármikor előfordulhat. Fogásához gilisztával felcsalizott fenekező módszer javasolható, de jó eséllyel csontival is fogható és a gyengébb szemű kukoricára is rákap. Fogása nincs korlátozva, sőt az intenzív vizeken indokolt a horgászatuk. Ha egy vízterületen túlságosan elszaporodik, akkor lehetetlenné teheti a hagyományos csalikkal történő horgászatot. Ilyenkor válogatás nélkül mindenre rákap, még a harcsázó szerelésre tűzött nagytestű keszegeket is megtámadja és halálra gyötri. A kifogott példányokkal vigyázni kell, mert úszóin lévő tüskéi szúrósak, ezért célszerű kesztyűvel megfogni őket, hiszen kellemetlen hámsérüléseket tud okozni a horgász kezén.

### Internetes leírások a törpeharcsáról
- A faj szerepel a Természetvédelmi Világszövetség Vörös Listáján. IUCN. (Hozzáférés: 2023. március 7.)
- A faj adatlapja a FishBase oldalán. FishBase. (Hozzáférés: 2011. december 3.)
- A taxon adatlapja az ITIS adatbázisában. Integrated Taxonomic Information System. (Hozzáférés: 2011. december 3.)
- Brown Catfish Ameiurus nebulosus (Lesueur, 1819). BioLib.cz. (Hozzáférés: 2011. december 3.)
- Ameiurus nebulosus Brown catfish (angol nyelven). Encyclopedia of Life. (Hozzáférés: 2011. december 4.)
- Ameiurus nebulosus (Lesueur, 1819) (angol nyelven). uBio. (Hozzáférés: 2011. december 4.)
- Ameiurus nebulosus (Lesueur, 1819). WoRMS World Register of Marine Species. (Hozzáférés: 2011. december 4.)
- Ameiurus nebulosus (Lesueur, 1819) (angol nyelven). planetcatfish.com. (Hozzáférés: 2011. december 4.)